# Ронейша Мак-Грегор
Роней́ша Мак-Гре́гор (англ. Roneisha McGregor, нар. 9 жовтня 1997) — ямайська легкоатлетка, спринтерка, призерка чемпіонату світу з легкої атлетики та Панамериканських ігор в естафетних дисциплінах.
На чемпіонаті світу-2019 спортсменка здобула дві нагороди в жіночій («бронза») та змішаній («срібло») естафетах 4×400 метрів.